# Sibianor aurocinctus
Sibianor aurocinctus — вид пауков из семейства пауков-скакунчиков. Встречается в Палеарктике.

## Систематика
До 2001 года вид был известен под названием Bianor aurocinctus.